# Norvège aux Jeux paralympiques d'hiver de 2018
La Norvège participe aux Jeux paralympiques d'hiver de 2018 à Pyeongchang, en Corée du Sud, du 9 au 18 mars 2018. Il s'agit de la douzième participation de ce pays aux Jeux paralympiques d'hiver, la Norvège ayant été présente à tous les Jeux.

## Composition de l'équipe
La délégation norvégienne est composée de 32 athlètes prenant part aux compétitions dans les 6 sports au programme de Jeux, accompagné d'un guide.

### Curling
- Rikke Karoline Iversen
- Rune Lorentsen
- Sissel Løchen
- Jostein Stordahl
- Ole Fredrik Syversen

### Hockey sur glace
- Torstein Aanekre
- Thommas Luis Avdal
- Audun Bakke
- Magnus Bøgle
- Kissinger Deng
- Eskil Hagen
- Kjell Christian Hamar
- Martin Flemsæter Hamre
- Jan Roger Klakegg
- Knut-Andrè Nordstoga
- Rolf Einar Pedersen
- Tor J. Rivera
- Lena Schrøder
- Loyd Remi P. Solberg
- Emil Sørheim
- Emil Vatne
- Morten Værnes
- Ola Bye Øiseth

### Ski alpin
- Jesper Saltvik Pedersen

### Ski de fond et biathlon
Certains athlètes ne prennent part qu'aux compétitions de ski de fond, d'autres participent en ski de fond et en biathlon.
- Johannes Birkelund
- Eirik Bye (guide : Arvid Nelson)
- Trygve Toskedal Larsen[2]
- Vilde Nilsen
- Håkon Grønsveen Olsrud
- Birgit Skarstein[2]
- Nils Erik Ulset[2]

### Snowboard
- Kristian Moen